# Зейферт, Тамара Алексеевна
Тамара Алексеевна Зейферт (9 июня 1918, РСФСР — 25 марта 2005, Коктебель, Крым, Украина) — советская артистка балета, танцовщица и педагог-репетитор, народная артистка РСФСР (1958), лауреат Сталинской премии I степени (1952).

## Биография
Родилась 9 июня 1918 года. В 1936 году окончила Московское хореографическое училище ГАБТ (педагог В. А. Семёнов).
С 1937 года стала солисткой Государственного ансамбля народного танца СССР под руководством Игоря Моисеева. Исполнительская манера актрисы характеризовалась глубоким проникновением в образ, высокой, виртуозной техникой. С 1962 года работала педагогом-репетитором.
Последние годы жила на даче в Коктебеле. Умерла там же 25 марта 2005 года на 87-м году жизни, похоронена на поселковом кладбище Коктебеля.

### Семья
- Муж — артист балета, балетмейстер, народный артист СССР (1953) Игорь Александрович Моисеев (1906—2007). Была в браке с 1940 по 1970-е годы.
  - Дочь — артистка балета Ольга Игоревна Моисеева (р. 1943), заслуженная артистка РСФСР (1973), ведущая солистка ансамбля, педагог-репетитор.
    - Внук — артист балета Владимир Борисович Моисеев (р. 1963), заслуженный артист РФ (1996), солист Большого театра, создатель Русского национального балетного театра[1].

## Награды и премии
- заслуженная артистка РСФСР (1948).
- народная артистка РСФСР (1958).
- Сталинская премия первой степени (1952).
- Орден «Знак Почёта» (1978)[2].
- Золотой Крест Заслуги (1946, Польша)[3]

## Фильмография
1. 1936 — Ай-Гуль (Союздетфильм) — Ай-Гуль
2. 1937 — Как будет голосовать избиратель (короткометражный)

## Память
- Мемориальная доска в Коктебеле на доме, где жила артистка (улица Шершнёва, 29).